# Caccobius reticuliger
Caccobius reticuliger là một loài bọ cánh cứng trong họ Bọ hung (Scarabaeidae).